# Willington, Durham
Willington är en stad i civil parish Greater Willington, i kommunen Durham, i grevskapet Durham, i England. Orten har 6 105 invånare (2001). Willington var en civil parish 1866–1937 när blev den en del av Crook and Willington och Bishop Auckland. Civil parish hade 6 644 invånare år 1931.